# Lace It
«Lace It» (с англ. — «Бросить») ― песня американского рэпера Juice WRLD, записанная совместно с американским рэпером Эминемом и американским продюсером Бенни Бланко. Песня была опубликована 16 декабря 2023 через Grade A и Interscope Records. Этот релиз является первой совместной композицией Juice WRLD с Эминемом с момента выхода «Godzilla», и первой с момента выхода «Real Shit» совместно с Бенни Бланко.

## Композиция
В куплете Эминема не раз упоминается о молодой смерти рэперов Juice WRLD и Lil Peep.

## Чарты
| Чарт (2023)                           | Высшая позиция |
| ------------------------------------- | -------------- |
| Канада (Billboard Canadian Hot 100)   | 72             |
| Мир (Billboard Global 200)            | 197            |
| Новая Зеландия Hot Singles (RMNZ)     | 3              |
| Великобритания (UK Singles Chart)     | 95             |
| США (Billboard Hot 100)               | 85             |
| США (Billboard Hot R&B/Hip-Hop Songs) | 22             |